# Aiea (Havaí)
Aiea é uma Região censo-designada localizada no estado americano do Havaí, no Condado de Honolulu.

## Demografia
Segundo o censo americano de 2000, a sua população era de 9019 habitantes.

## Geografia
De acordo com o United States Census Bureau tem uma área de 4,6 km², dos quais 4,3 km² cobertos por terra e 0,3 km² cobertos por água.

## Localidades na vizinhança
O diagrama seguinte representa as localidades num raio de 8 km ao redor de Aiea.